# Schwere Panzerabteilung 508
Lo schwere Panzerabteilung 508, comunemente abbreviato in s.Pz.Abt. 508 fu una delle principali unità corazzate d'elite della Wehrmacht, e venne impegnata su diversi fronti come forza di pronto intervento.
Creato nell'agosto 1943 con elementi del Panzer-Regiment 8. Dopo aver ricevuto i propri 45 Panzer VI Tiger I, tra il dicembre 1943 e il gennaio 1944, l'unità venne destinata al fronte italiano per fronteggiare lo sbarco di Anzio. Tuttavia, a causa dei continui problemi meccanici dei carri, e anche per il fuoco navale Alleato, soltanto pochi panzer riuscirono a fronteggiare le forze anglo-americane, e nei mesi successivi si dissanguarono in continue sortite difensive.
Dopo essere rientrata in Germania, nel febbraio 1945, l'unità consegnò i propri 18 Tiger I rimasti allo schwere Panzerabteilung 504 e venne sciolta.

## Comandanti
- Major Helmut Hudel (gennaio 1944 - maggio 1944)
- Hauptmann Joachim Stelter (agosto 1944 - febbraio 1945)